# Julia Högberg
Julia Högberg (* 22. Juli 1982; eigentlich Karolina Julia Sofia Högberg) ist eine schwedische Schauspielerin.

## Leben
Julia Högberg wurde 1982 als Karolina Julia Sofia Högberg geboren. Von 1994 bis 1997 besuchte sie die Hässelbygårds-Schule in Hässelby, wo sie den musikalisch-künstlerischen Kurs belegte und in Musik, Tanz und Theater unterrichtet wurde. Daran schloss sich von 1997 bis 2000 der Besuch des Södra Latins Gymnasiums in Stockholm an, wo sie ebenfalls den Theaterkurs belegte. Mit dem Wunsch Schauspielerin zu werden wechselte Högberg von 2001 bis 2005 an die nationale Theaterakademie in Stockholm. Dort spielte sie unter anderem Hauptrollen in Inszenierungen von Shakespeares Was ihr wollt, Tschechows Der Kirschgarten und Stig Dagermans Streber, während sie 2003 am Stockholmer Stadttheater in Dostojewskis Der Idiot und 2005 in dem schwedischen Stück Var är alla? der Riksteatern-Kompanie auftrat.
Parallel zu ihrer Arbeit am Theater erschien Högberg 2002 und 2004 in schwedischen Kurzfilmproduktionen, während sie 2006 mit der Nebenrolle des Entführungsopfers Katharina Swartz in dem Kriminalfilm Moreno und das Schweigen, nach einem Roman von Håkan Nesser, ihr Spielfilmdebüt feierte. Der Durchbruch als Filmschauspielerin folgte ein Jahr später mit der Hauptrolle in Klaus Härös finnisch-schwedischer Koproduktion Den nya människan, der sich der von 1935 bis 1976 in Schweden gesetzlich praktizierten Zwangssterilisation als Thema annimmt. In dem Drama, das im Jahr 1951 angesiedelt ist, spielt Högberg die junge Gertrud, die aus einer Großfamilie stammend in ein staatliches Heim überwiesen wird. Dort wird das naive Mädchen gemeinsam mit anderen Insassinnen aus ärmlichen Verhältnissen, Geisteskranken und Epilepsie-Patientinnen auf den Eingriff vorbereitet, ehe eine Liaison mit dem örtlichen Platzwart und eine Schwangerschaft zu einer dramatischen Wendung führen.
Den nya människan war Lob seitens der Filmkritiker beschieden und Högbergs erste Kinohauptrolle brachte ihr 2008 eine Nominierung für den wichtigsten schwedischen Filmpreis als Beste Hauptdarstellerin, dem Guldbagge, ein. Bei der Preisverleihung hatte sie aber gegenüber Sofia Ledarp (Wen man liebt) das Nachsehen. Ebenfalls positiv aufgenommen wurde ihr im selben Jahr folgender Auftritt in dem selbstgeschriebenen und von Einsamkeit handelnden Beziehungsdrama Mamma, pappa, barn. Eller någon gång måste ju mina föräldrar ha friat till varandra auf der nationalen Kinder- und Jugendtheaterbühne Ung Scen Öst in Linköping. Fortan arbeitete Högberg verstärkt als freiberufliche Theaterschauspielerin unter anderem an Bühnen in Linköping, Göteborg und Malmö und ging in Schweden mit dem Riksteatern auf Tournee 2012 war sie als Célimène in einer Inszenierung von Molières Der Menschenfeind am  Västanå teater in Sunne zu sehen.
Julia Högberg lebt mit ihrer Familie in Öjervik. Sie erhielt von 1994 bis 2004 Gesangsunterricht und spielt in ihrer Freizeit Rhythmusgitarre.

## Theaterstücke (Auswahl)
- 2003: Idioten (Der Idiot)
- 2004: Moderskärlek
- 2005: Var är alla?
- 2006: Offret
- 2008: Mamma, pappa, barn. Eller någon gång måste ju mina föräldrar ha friat till varandra
- 2010: Klaras resa
- 2012: Misantropen (Der Menschenfeind)

## Filmografie
- 2002: Moa och Linus; vänner för alltid (Kurzfilm)
- 2004: Bekännelser (Kurzfilm)
- 2006: Håkan Nesser: Moreno und das Schweigen (Moreno & tystnaden)
- 2007: Den nya människan
- 2009: Monster (Kurzfilm)
- 2012: Någon att älska (Kurzfilm)